# Moordweer
Moordweer is een hoorspel van Philip Levene. The Weather For Murder werd op 18 april 1962 door de BBC uitgezonden. De AVRO zond het uit op woensdag 3 februari 1965. De regisseur was Dick van Putten. Het hoorspel duurde 85 minuten.

## Rolbezetting
- Eva Janssen (Elsie Pierce)
- Wiesje Bouwmeester (Sarah Pierce)
- Huib Orizand (Victor Everitt)
- Fé Sciarone (Nora Everitt)
- Constant van Kerckhoven (brigadier Foster)
- Joke Hagelen (Milly)
- Dogi Rugani (mevrouw Clarke)
- Johan Wolder (de lijkschouwer)
- Rien van Noppen (meneer Wrayton)
- Jan Wegter (voorzitter)
- Hans Veerman (postbode, deurwaarder & agent)
- Hans Karsenbarg (jongeman & costumier)
- Tonny Foletta (brandmeester Jenkins)
- Jo Vischer sr. (meneer Potter)
- Paula Majoor (Conny)
- Donald de Marcas (de dokter)
- Corry van der Linden (secretaresse)

## Inhoud
Elsie Pierce heeft fantasie, dat is zeker. Zij schrijft aan de lopende band detectiveromans, maar helaas, de uitgevers vinden ze blijkbaar te fantastisch. Met haar nuchtere zuster Sarah drijft Elsie een lunchroom. Brigadier Foster is een vrij trouwe bezoeker en met hem bespreekt Elsie bij voorkeur haar "technische problemen". Haar jongste verhaal blijkt een merkwaardige overeenkomst te vertonen met een geval dat zich in werkelijkheid heeft voorgedaan en waarbij een zekere Victor Everitt en diens vrouw Nora betrokken waren. Nora is bij een noodlottige brand om het leven gekomen en Elsie heeft bepaalde theorieën ontwikkeld, die een pijnlijke blaam werpen op de gedragingen van Victor Everitt. Foster vindt het interessant genoeg. Hij weet ook nog niet, wat dit allemaal tot gevolg zal hebben…